# Vánoční koncert
Vánoční koncert je koncertní album, na kterém se podílely české hudební skupiny Spirituál kvintet a Hradišťan. Album vyšlo v roce 1998.

## Seznam skladeb
| Pořadí         | Název                                       | Délka |
| -------------- | ------------------------------------------- | ----- |
| 1.             | Na koledu idem k Vám                        | 0:57  |
| 2.             | Usnula, usnula                              | 1:38  |
| 3.             | Byla cesta                                  | 4:30  |
| 4.             | Vesele zpívejme                             | 1:43  |
| 5.             | Kyrie Eleison                               | 2:28  |
| 6.             | Pochválen Pán                               | 2:28  |
| 7.             | Den přeslavný                               | 2:54  |
| 8.             | Kéž by svět trval                           | 4:29  |
| 9.             | Můžete hádat                                | 2:29  |
| 10.            | Spí Jeruzalém                               | 3:23  |
| 11.            | Pastýř                                      | 3:14  |
| 12.            | Lalulalej                                   | 2:44  |
| 13.            | Vítej, malé děťátko!                        | 1:49  |
| 14.            | Svatební prstýnek                           | 2:18  |
| 15.            | Nim bam                                     | 3:25  |
| 16.            | Panáček spí“, „Děťátko se narodilo          | 4:41  |
| 17.            | Ó, andělíčkové                              | 3:10  |
| 18.            | Zvířátka                                    | 3:42  |
| 19.            | Třešničky                                   | 3:42  |
| 20.            | Jezulátko, spi                              | 3:16  |
| 21.            | Štědrej večer nastal“, „Veselé vánoční hody | 1:53  |
| 22.            | Půjdem' spolu do Betléma                    | 2:57  |
| 23.            | S Pánem Bohem                               | 1:27  |
| Celková délka: | Celková délka:                              | 65:44 |